# Madame Sans-Gêne (obra de teatro)
Madame Sans-Gêne, conocida también en español como La corte de Napoleón, es una comedia histórica en tres actos de Victorien Sardou y Émile Moreau, que fue estrenada el 27 de octubre de 1893 en el teatro del Vaudeville de París, una sala que se transformó en cinematógrafo en 1927.

## Argumento
Acto I
París 1792. Cathérine Hübscher, una lavandera que es novia del sargento Lefebvre, ha ganado el apodo de Madame Sans-Gene, esto es “Señora Sin-Reparo” por su forma franca de hablar. Durante el asalto al Palacio de La Tullerias, salva la vida a un joven noble austríaco, el conde de Neipperg.
Acto II
Los años han pasado. Lefebvre ha llegado a ser nombrado mariscal del Imperio y duque de Dantzig. Los Lefebvre reciben la visita agitada de su amigo Neipperg  que, condenado al exilio, viene a despedirse. A solas con el duque, le explica el motivo de su sanción: habría habido una relación con la esposa de un hombre que ocupa una elevada posición en el Estado.  Como esa noche la duquesa Catherine va a ser visitada por las hermanas del Emperador Napoleón I, recibe los consejos de un miembro de la Corte que le enseña el arte de la «mueca» y de la reverencia.
Durante la recepción, Catherine pone a su lugar a las hermanas del Emperador reivindicando sus orígenes populares y fustigando a las señoras de la Corte que « recogen sus coronas en la sangre » (de los que se baten por el Imperio). Napoleón, que ha tenido noticias del asunto está molesto por esta carencia de distinción y reclama a Lefebvre que se divorcie, como él lo ha hecho de Josefina de Beauharnais. Lefebvre se niega y la duquesa es convocada por el Emperador.
Acto III
La duquesa convence a Napoleón que no la obligue a divorciarse. Le relata su experiencia como Hace efectivamente el relato de su carrera de vivandera durante las campañas de Napoleón en Europa y su servicio bajo bandera, seduciendo así a Napoleón que intenta algunos avances; además, Catherine le recuerda a Napoleón sus comienzos en el ejército y le muestra la factura por una deuda que mantiene impaga desde entonces por el servicio de lavandería.
Mientras tanto, Neipperg llega al Palacio para despedirse de su amante, que no es otra que la emperatriz María Luisa de Austria, antes de marchar en exilio, pero es sorprendido por Napoleón que decide hacerlo ejecutar. La duquesa y el jefe de policía Joseph Fouché analizan varios planes para salvarlo, mientras que Lefebvre es puesto cargo del pelotón de ejecución; por otra parte, la duquesa es puesta en apuros al revelarse su amistad con Neipperg. Al ser interceptado un mensaje, Napoleón se convence de la inocencia de Neipperg y lo indulta. Anne Jean Marie René Savary, que había intervenido contra Neipperg,  es destituido de su ministerio que vuelve a Fouché, la emperatriz queda exculpada, y los Lefebvre recobran la buena disposición del emperador.

## El personaje principal
El personaje principal de la obra, Cathérine Hübscher, existió en la realidad. Nació en Goldbach-Altenbach, Francia el 2 de febrero de 1753 y falleció en París el 29 de diciembre de 1835 y pese a su origen de clase baja llegó a pertenecer a la nobleza del Primer Imperio francés. Mujer de carácter, trabajó sucesivamente de cantinera, lavandera y planchadora en Oderen. Después fue enviada a París para trabajar como criada y llegó a tener una lavandería en forma independiente. Casada el 1° de marzo de 1783 el entonces soldado Lefebvre  (1755-1820), 
se convirtió en duquesa de Dantzig al recibir su esposo el título nobiliario por méritos de guerra el 28 de mayo de 1807, y el rango de Par de Francia el 2 de junio de 1815 y pasó a integrar la corte imperial pero conservó tanto el acento propio de su región natal –influido por la cercanía de Alemania– como su vocabulario y maneras populares, lo que ocasionaba acerbas críticas de muchos. Pese a ser muy leal hacia el emperador, no se privaba de criticarlo, y su franqueza era valorada por el mismo, quien la defendía de aquellos que querían excluirla de la corte. Incluso polemizaba con Talleyrand, un experto en lances verbales. El apodo de Madame Sans-Gêne, le fue dado años después de su muerte por Victorien Sardou; el mismo había sido el nombre de guerra de la soldado francesa Marie-Thérèse Figueur, a quien Napoleón I había llamado Madame Sans-Gêne.

## Reparto del estreno
- Réjane : Cathérine Hübscher, apodada « Madame Sans-Gêne »
- Léon Lérand : Joseph Fouché, duque de Otranto
- Edmond Duquesne : Napoléon Bonaparte
- Adolphe Candé : Joseph Lefebvre
- Georges Grand : El conde de Neipperg
- Madeleine Verneuil : Caroline, reina consorte de Nápoles
- Camille-Gabrielle Drunzer : Élisa, princesa de Lucques
- Eugène Edmond Mangin : Constant
- Dorval : Roustan
- Félix Galipaux : Despréaux
- Robert Lagrange : Savary, duque de Rovigo
- Schutz : Leroy
- Louis Gauthier : Saint-Marsan
- Léon Bernard : Raynouard
- Pierre Achard : Canouville
- Anthony Gildès : Jasmin
- Chautard : Lauriston
- Andreys : Junot
- Lauras : Mortemart
- J. Prévost  : De Brigode
- Darmand : Duroc, el camarero de Catherine
- Mallarmé : Cop
- Grisez : Vinaigre
- Franck : Corso
- Renaudie : Rissout
- Pellerin : Arnault
- Charles : Jolicœur
- Peutat : Vabontrain
- Rambert : Fontanes
- Chautard : Un peluquero
- Louis Leubas : Un camarero
- Moisson  : Un vecino
- Donnet  : Un boticario
- Blanche Marcel : Julie
- Lucienne Bréval : Toinon
- Murcy : La Roussotte
- Darmières : Madame de Talhouet, esposa de Auguste de Talhouët
- Louise Suger : Madame de Canisy
- Marie Cabel : Madame de Brignolles
- Jeanne Thomsen : Madame de Bulow, esposa de Friedrich Wilhelm Bülow von Dennewitz
- Cécile Sorel : Madame de Rovigo
- Suzanne Avril : Madame de Vintimille
- Camix : Madame de Bassano, esposa de Hugues-Bernard Maret
- Nina Melcy : Madame de Mortemart, esposa de Casimir de Rochechouart de Mortemart
- Capri : Madame de Bellume, esposa de Claude-Victor Perrin
- Grandval : Madame d'Aldobrandini
- Netza : Una vecina
- Cochet : Una mucama

## Estreno español
La obra fue traducida al español y estrenada en el Teatro de Princesa de Madrid el 5 de febrero de 1898. La dirección de escena corrió a cargo de Ceferino Palencia y el rol de Madame Sans-Gêne lo encarnó la primera actriz de la compañía, María Álvarez Tubau. Al esperado estreno asistieron la reina regente y la infanta Isabel, quienes llamaron a su palco a la protagonista para felicitarla. La puesta en escena destacó por su riqueza escenográfica y de vestuario quedando constancia de la misma en la prensa gráfica y en publicaciones publicitarias.

## Adaptaciones

### Novela
- Edmond Lepelletier, Madame Sans-Gêne,  La Librairie illustrée, Paris, 1894 (disponible en Gallica)

### Ópera
- Madame Sans-Gêne de Umberto Giordano, libreto de Renato Simoni sobre la obra teatral de Sardou y Moreau, estrenada el 25 de enero de 1915 en el Metropolitan Opera de New York.

### Televisión
- Madame Sans-Gêne (1960),  telefilme de John Olden
- Madame Sans-Gêne,  (1963), telefilme de Claude Barma
- Madame Sans-Gêne,  (2002), telefilme de Philippe de Broca

## Versiones cinematográficas
- Madame Sans-Gêne (1900)  dirigida por Clément Maurice
- Madame Sans-Gêne  (1909)  dirigida por Viggo Larsen
- Madame Sans-Gêne (1911)  dirigida por André Calmettes y Henri Desfontaines
- Madame Sans-Gêne  (1924)  dirigida por Léonce Perret
- Madame Sans-Gêne  (1941)  dirigida por Roger Richebé
- Madame Sans-Gêne  (1945)  dirigida por Luis César Amadori
- Madame Sans-Gêne  (1961)  dirigida por  Christian-Jaque